# Balla coi lupi
Balla coi lupi (Dances with Wolves) è un film western del 1990 diretto ed interpretato da Kevin Costner.
La pellicola, tratta dall'omonimo romanzo di Michael Blake, autore anche della sceneggiatura, ha vinto sette premi Oscar, tra cui quello per il miglior film e miglior regista. Nel 2007 è stato scelto per essere conservato nel National Film Registry della Biblioteca del Congresso degli Stati Uniti. Nel 1998 l'American Film Institute l'ha inserito al 75º posto della classifica dei migliori cento film statunitensi di tutti i tempi.

## Trama
Nel 1863, durante la guerra di secessione, il tenente John Dunbar è un ufficiale dell'Esercito Unionista di guarnigione a St. David's Field, in Tennessee. L'uomo, in seguito ad una grave ferita che lo condannerebbe all'amputazione di una gamba, cerca la morte davanti alle linee confederate, ma il suo gesto estremo sblocca la situazione di stallo fra i due eserciti che si fronteggiano a poche decine di metri, risolvendo la battaglia a favore dei nordisti. Riconosciuto il suo atto come quello di un valoroso, viene curato, riceve un encomio e gli viene concessa la possibilità di scegliere il luogo della sua futura destinazione; il tenente chiede di essere inviato in un presidio della frontiera dell'Ovest, ai margini delle praterie del Nebraska.
Arrivato a Fort Hays, in Kansas, Dunbar viene spedito dal folle comandante del presidio, il maggiore Fambrough, a Fort Sedgwick, l'avamposto più remoto. Accompagnato dal rozzo mulattiere Timmons raggiunge il forte, ma lo trova ormai abbandonato. Dopo aver scaricato i viveri dal carro, Dunbar vi si stabilisce, mentre Timmons lo lascia per ritornare a Fort Hays. Il suicidio del maggiore Fambrough, commesso appena dopo la partenza di Dunbar, e l'assassinio di Timmons ad opera di un gruppo di indiani Pawnee, avvenuto sulla via del ritorno, determinano il successivo oblio di Fort Sedgwick da parte del resto dell'esercito. John trascorre il primo mese lavorando per ripristinare l'operatività dell'avamposto e scrivendo il suo diario, nel quale annota tutto quello che gli succede; gli fanno compagnia solo il suo cavallo Cisco ed un lupo con cui giorno dopo giorno prende confidenza e a cui dà il nome di Due Calzini per via delle zampe anteriori bianche.
L'incontro con la vicina tribù di Sioux Lakota, in lotta con la confinante tribù dei Pawnee, porterà un senso nuovo alla sua vita. La crescente stima e il rispetto verso questo popolo nomade e, non ultimo, l'amore e il matrimonio con Alzata Con Pugno, una donna bianca adottata dalla tribù quando era una bambina (i genitori furono uccisi dai Pawnee, così come il suo primo marito indiano, circostanza in cui John la incontra per la prima volta), lo porterà a imparare la lingua lakota, a condividere problemi e sentimenti di quel popolo, a integrarsi nella vita, nelle tradizioni, negli usi e nella cultura dei nativi americani, riconoscendoli migliori di quelli dei bianchi invasori. 
Viene accettato soprattutto quando, grazie al suo aiuto e ai fucili che aveva nascosto in precedenza, i Sioux sconfiggono facilmente i Pawnee, uccidendone il capo e vendicando i parenti di Alzata Con Pugno. Per lui il nuovo popolo amico ha scelto anche il nome sioux Balla Coi Lupi, dopo aver assistito da lontano ad un momento imprevisto di gioco tra John e Due Calzini.
Prima del trasferimento all'accampamento invernale con tutta la tribù, Dunbar si reca a Fort Sedgwick per recuperare il diario. Lì, in un drammatico scontro con i soldati nordisti, che nel frattempo avevano occupato l'avamposto, il tenente viene catturato, dopo aver assistito impotente alla barbara uccisione del suo cavallo Cisco. In un atto di mera violenza e disprezzo i soldati uccidono anche il lupo Due Calzini. Dunbar è ormai destinato alla condanna a morte per tradimento, ma riesce a liberarsi grazie all'aiuto degli amici Sioux. 
Dopo questa prova di forza e di amicizia, stretta soprattutto con il giovane guerriero Vento Nei Capelli e con lo sciamano della tribù Uccello Scalciante, Dunbar sarà portato a cancellare definitivamente il proprio passato di soldato. Raggiunto l'accampamento invernale della tribù, si sentirà in dovere di staccarsi presto da essa per evitare rappresaglie nei confronti dei Sioux, che ormai considera il suo popolo, cercando di convincere il vecchio capotribù Dieci Orsi a spostare altrove l'accampamento. Dunbar assieme alla sua compagna Alzata Con Pugno lascia la tribù mentre dall’alto di una rupe un lupo dà voce al suo ululato.

## Produzione
Il romanzo da cui è tratto il film è stato scritto, in gran parte presso la casa di Kevin Costner, da Michael Blake tra il 1985 ed il 1987, venendo pubblicato nel 1988, ed è in questo periodo che Costner comprò i diritti del libro per farne un film, suggerendo a Blake di scrivere un adattamento del libro per farla diventare una sceneggiatura. Il film è stato girato dal 17 luglio al 21 novembre 1989 tra il South Dakota, il Wyoming, il Nebraska e il Kansas seguendo l'ordine cronologico delle scene, con eccezione delle scene iniziali della battaglia tra Nordisti e Sudisti. Il film è uscito nelle sale cinematografiche statunitensi il 9 novembre 1990, mentre in Italia uscì il 14 dicembre successivo. Il budget per la realizzazione è stato di circa 22 milioni di dollari.
Per il ruolo di John Dunbar, si era pensato di assegnare la parte a Viggo Mortensen o Tom Berenger, prima che lo stesso Costner accettasse di interpretarla, su consiglio della produzione, per ridurre i costi. Mentre per il ruolo del maggiore Fambrough, interpretato dal caratterista Maury Chaykin, Costner avrebbe voluto Marlon Brando.
Gran parte delle riprese sono state effettuate nelle Black Hills del South Dakota. Sono state usate oltre centocinquanta comparse per ricreare la tribù Sioux e quasi quattrocento cavalli. Per girare la spettacolare sequenza della caccia ai tatanka (bisonti) nella prateria, è stato impiegato un branco di 3 500 animali presso il Triple U Buffalo Ranch. Sono stati utilizzati ventiquattro attori a cavallo. Per realizzare la sequenza sono state usate nove macchine da presa e Costner non ha utilizzato nessuna controfigura: è lui sul cavallo con il fucile durante la scena. Per le scene con il lupo Due Calzini sono stati usati due lupi addomesticati.
La location dell'accampamento Sioux si trova presso il fiume Belle Fourche nel South Dakota. Le scene del campo d'inverno furono girate presso lo Spearfish Canyon, a sud-ovest di Latchstring Inn e Roughlock Falls. Gli attori principali che interpretano i nativi non appartengono ai Sioux per cui, per girare il film, hanno dovuto prendere lezioni di lingua lakota. Nella scena dove i coloni vengono massacrati dai Pawnee, compaiono la moglie e la figlia (che interpreta Christine, futura Alzata Con Pugno) di Kevin Costner. Doris Leader Charge (1931-2001) e l'attrice Pretty Shield (la moglie di Dieci Orsi) sono state le referenti per quel che riguarda la riproduzione sul set della cultura Sioux.

## Colonna sonora
La colonna sonora del film, che è stata citata da papa Giovanni Paolo II come una delle sue musiche preferite, è stata scritta da John Barry e ha vinto il Premio Oscar e un Grammy nella relativa categoria.

## Promozione
- «Lt. John Dunbar is about to discover the frontier... within himself.»
- «Inside everyone is a frontier waiting to be discovered.»
- «Nel 1864 un uomo attraversò la frontiera, in cerca dell'America. E trovò se stesso.»

## Distribuzione

### Edizione italiana
L'edizione italiana del film è stata curata da Alessandra Luparia per la società Life International e con la supervisione dei dialoghi a opera di Filippo Ottoni. Il doppiaggio italiano, invece, venne eseguito dalla C.D.C. sotto la direzione di Giorgio Piazza e con la sonorizzazione affidata alla Fono Roma.
Nel 2003, in occasione delle "Director's Cut" di 236 minuti, il doppiaggio italiano delle scene aggiunte è stato effettuato dalla Sefit-CDC: tra i personaggi principali, solo quelli di John Dunbar (alias Balla coi lupi) e Vento nei capelli hanno mantenuto le voci di Michele Gammino e Vittorio De Angelis in entrambe le edizioni.

## Riconoscimenti
- 1991 - Premio Oscar
  - Miglior film a Jim Wilson e Kevin Costner
  - Miglior regia a Kevin Costner
  - Migliore sceneggiatura non originale a Michael Blake
  - Migliore fotografia a Dean Semler
  - Miglior montaggio a Neil Travis
  - Miglior sonoro a Russell Williams II, Jeffrey Perkins, Bill W. Benton e Gregory H. Watkins
  - Miglior colonna sonora drammatica a John Barry
  - Candidatura Miglior attore protagonista a Kevin Costner
  - Candidatura Miglior attore non protagonista a Graham Greene
  - Candidatura Miglior attrice non protagonista a Mary McDonnell
  - Candidatura Migliore scenografia a Jeffrey Beecroft e Lisa Dean
  - Candidatura Migliori costumi a Elsa Zamparelli
- 1991 - Golden Globe
  - Miglior film drammatico
  - Migliore regia a Kevin Costner
  - Migliore sceneggiatura a Michael Blake
  - Candidatura Miglior attore in un film drammatico a Kevin Costner
  - Candidatura Miglior attrice non protagonista a Mary McDonnell
  - Candidatura Miglior colonna sonora a John Barry
- 1992 - Premio BAFTA
  - Candidatura Miglior film a Kevin Costner e Jim Wilson
  - Candidatura Migliore regia a Kevin Costner
  - Candidatura Miglior attore protagonista a Kevin Costner
  - Candidatura Migliore sceneggiatura a Michael Blake
  - Candidatura Miglior trucco a Francisco X. Pérez
  - Candidatura Migliore fotografia a Dean Semler
  - Candidatura Miglior montaggio a Neil Travis
  - Candidatura Miglior sonoro a Russell Williams II, Jeffrey Perkins, Bill W. Benton e Gregory H. Watkins
  - Candidatura Miglior colonna sonora a John Barry
- 1992 - Premio César
  - Candidatura Miglior film straniero a Kevin Costner
- 1990 - National Board of Review Award
  - Miglior film
  - Migliore regia a Kevin Costner
  - Migliori dieci film
- 1991 - Chicago Film Critics Association Award
  - Migliore fotografia a Dean Semler
- 1991 - Festival di Berlino
  - Orso d'argento speciale a Kevin Costner
  - Candidatura Orso d'oro a Kevin Costner
- 1991 - Ciak d'oro
  - Miglior film straniero (USA)
- 1991 - BMI Film & TV Award
  - Miglior colonna sonora a John Barry
- 1991 - American Cinema Editors
  - Miglior montaggio a Neil Travis
- 1991 - American Society of Cinematographers
  - Migliore fotografia a Dean Semler
- 1992 - Awards of the Japanese Academy
  - Miglior film straniero
- 1991 - British Society of Cinematographers
  - Candidatura Migliore fotografia a Dean Semler
- 1991 - Casting Society of America
  - Miglior casting a Elisabeth Leustig
- 1991 - Directors Guild of America
  - DGA Award a Kevin Costner, Derek Kavanagh, Doug Metzger e Stephen P. Dunn
- 1991 - Environmental Media Award
  - Miglior film
- 1992 - Golden Screen
  - Golden Screen Award
- 1992 - Grammy Award
  - Miglior colonna sonora a John Barry
- 1992 - Guild of German Art House Cinemas
  - Miglior film straniero a Kevin Costner
- 1992 - Kinema Junpo Award
  - Miglior film straniero a Kevin Costner
  - Readers' Choice Award a Kevin Costner
- 1992 - Mainichi Film Concours
  - Miglior film straniero
- 1992 - Nikkan Sports Film Award
  - Miglior film straniero
- 1991 - PGA Award
  - Migliori produttori dell'anno a Jim Wilson e Kevin Costner
- 1992 - Political Film Society
  - PFS Award
- 1992 - Robert Festival
  - Miglior film straniero a Kevin Costner
- 1991 - USC Scripter Award
  - Candidatura Migliore sceneggiatura a Michael Blake
- 1991 - Western Heritage Award
  - Bronze Wrangler a Kevin Costner, Jim Wilson e Rodney A. Grant
- 1991 - Western Writers of America
  - Spur Award a Michael Blake (Per la Sceneggiatura)
- 1991 - Writers Guild of America
  - WGA Award a Michael Blake
- 1991 - Young Artist Award
  - Miglior film d'intrattenimento

## Versioni alternative
Del film è stata realizzata anche una versione director's cut della durata di 236 minuti realizzata nel 2003 per la televisione e per la pubblicazione in DVD.

## Curiosità

### Il contesto storico
Il film si colloca nel periodo della Guerra di secessione americana. È infatti sul finire di tale guerra che il governo americano inizia la conquista del West, invadendo e massacrando le grandi tribù native delle Pianure americane, quali Sioux e Cheyenne. È proprio contro queste grandi tribù che si concentra l'interesse di egemonia e supremazia dell'esercito statunitense. In particolare lo scontro è incentrato sul desiderio di dominare la più bellicosa di queste tribù, i Sioux (a cui appartengono i nativi americani del film). Nei quindici anni che vanno dal 1862 al 1877 gli scontri tra Sioux ed esercito statunitense saranno frequenti e sanguinosi.
Nel 1862 c'è la prima guerra contro i Sioux che risiedevano nelle foreste del Minnesota, distrutte in precedenza dagli usurpatori venuti da oltremare. Nel 1866-1868 c'è la prima grande guerra contro i Sioux delle Pianure, in particolare contro il capo tribù Nuvola Rossa. Ma è nel 1876-1877 che scoppia la Grande guerra Sioux del 1876 (in particolare contro i capi tribù Toro Seduto e Cavallo Pazzo). In questo biennio avvengono le battaglie più cruente, come quella di Little Bighorn. Al termine del conflitto i Sioux rimasti sono costretti a vivere nelle riserve indiane. Gli ultimi ribelli (tra cui lo stesso Toro Seduto) scappano in Canada, per poi arrendersi nel 1880-1881 e insediarsi a loro volta nelle riserve. Un'ultima ribellione dei Sioux avviene nel 1890, quando un gruppo di questi, capeggiati da Piede Grosso, fugge dalle riserve a causa delle dure regole e delle proibizioni in esse imposte. Nel dicembre 1890 Toro Seduto cade, assassinato, e gli ultimi ribelli vengono catturati nel gennaio 1891 dopo il massacro di Wounded Knee.

### Il contesto sociale
I Sioux sono un popolo con una propria lingua e tradizione. All'epoca in cui è ambientato il film (ossia nel biennio 1863-1864), i Sioux erano circa venticinquemila, sparsi su un territorio di oltre 350000 km² (pressappoco tutto il territorio degli attuali North e South Dakota). Essi si dividono in tre gruppi principali a seconda del luogo in cui vivevano e delle varianti dialettali della loro lingua: Dakota (che risiedevano nelle foreste orientali), Nakota (i quali abitavano nelle pianure a ridosso delle foreste ed a nord) e Lakota (che vivevano nelle grandi pianure del Far West in un territorio di circa 200000 km²). Ciascuno dei tre gruppi era diviso in varie tribù: quattro per i Dakota e i Nakota e sette per i Lakota. Il gruppo dei Sioux Lakota era di gran lunga il più numeroso e combattivo, ed erano proprio i Lakota a vivere nelle grandi pianure dell'Ovest.
Ogni tribù era divisa in varie bande (da tre a undici per tribù, a seconda della dimensione della tribù stessa; mediamente cinque-sette circa per tribù) che vivevano in luoghi e accampamenti separati. Ogni banda Sioux aveva un capo. Le diverse bande di una stessa tribù si riunivano una volta l'anno in estate e in occasione di una guerra. Tra i vari capi-banda, il più carismatico e autorevole assumeva de facto il ruolo di capo-tribù. Tra i più famosi Sioux a ricoprire tale ruolo, si annoverano Toro Seduto, Cavallo Pazzo e Nuvola Rossa, tutti e tre appartenenti al gruppo Lakota. Ciascuna delle bande Sioux era formata da circa duecentocinquanta-trecento persone e cinquanta famiglie, ognuna delle quali aveva un teepee. Talvolta, due o tre bande della stessa tribù o dello stesso gruppo si univano per brevi periodi per cacciare assieme o per muovere guerra assieme contro bande nemiche comuni.
Riassumendo, il popolo e la società Sioux erano così composti:
- una Confederazione che riuniva tutto il popolo (i Sioux appunto);
- tre Nazioni (gruppi): Dakota, Nakota, Lakota;
- quindici tribù: quattro Dakota, quattro Nakota, sette Lakota;
- settantacinque-cento bande.

I nativi presenti nella pellicola sono una banda Lakota di una delle sette tribù di quel gruppo (non si sa esattamente quale, dal momento che nel film non è presente alcun indizio in proposito). Il capo banda è Dieci Orsi; il ruolo di sciamano è ricoperto da Uccello Scalciante, mentre il leader-guerriero della stessa è Vento nei Capelli.

### Il successo planetario

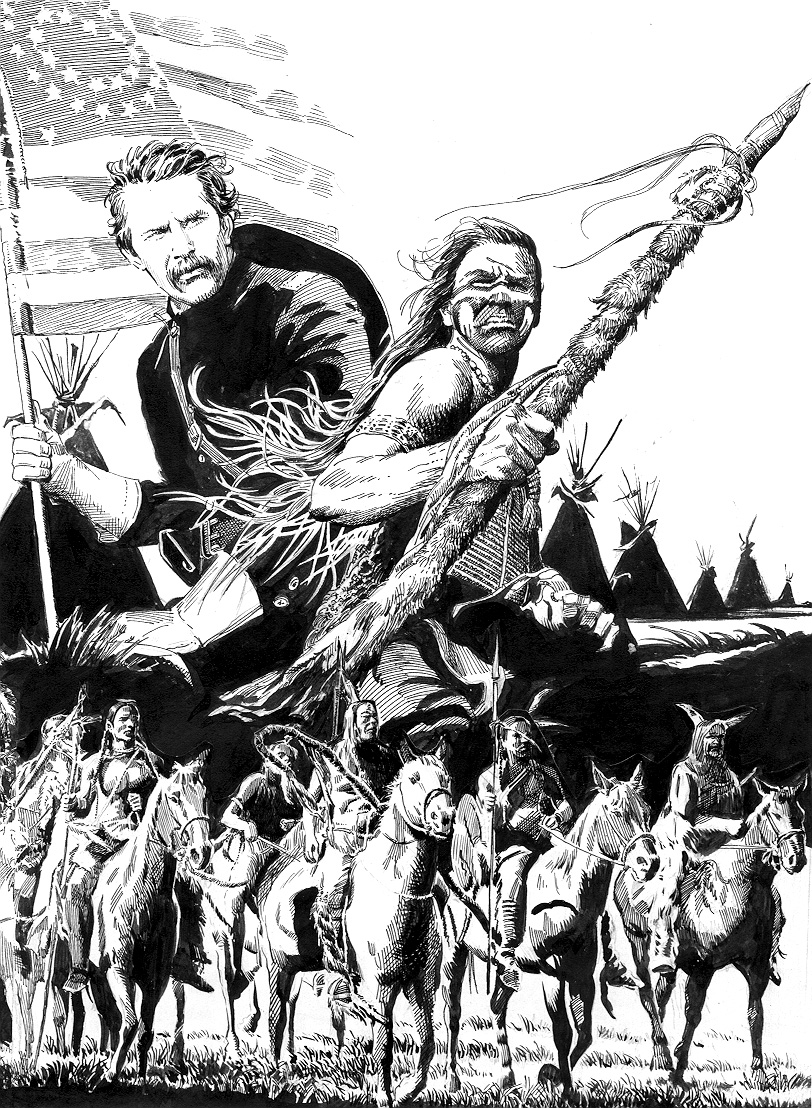
Disegno di Atula Siriwardane ispirato al film (1991)

Il film è ambientato tra la fine del 1863 e il 1864. Le prime scene che vedono il tenente John J. Dunbar impegnato nella Guerra di secessione risultano svolgersi nel settembre-ottobre 1863. Il tenente John J. Dunbar arriva a Fort Sedgwick nell'aprile 1864. La sua storia con i Sioux dura dal maggio 1864 fino all'inizio dell'inverno dello stesso anno (novembre-dicembre 1864).
Il cast, oltre allo stesso Costner, vede impegnati nei ruoli principali Mary McDonnell, una donna bianca adottata da bambina dalla tribù Sioux di cui il tenente Dunbar si innamora, e Graham Greene, nella parte di Uccello Scalciante. L'attore Floyd 'Red Crow' Westerman, che interpreta il capo Dieci Orsi, è morto nel dicembre del 2007. Oltre alla versione per i cinema di 181 minuti è stata realizzata una versione alternativa director's cut di 236 minuti, distribuita nei cinema italiani in pochissime copie (sono reperibili manifesti e locandine che ne dimostrano l'uscita cinematografica), trasmessa in televisione e pubblicata in DVD.
Il film ha vinto in totale sette premi agli Oscar 1991: "miglior film", "miglior regia", "miglior sceneggiatura non originale", "miglior fotografia", "miglior montaggio", "miglior colonna sonora", "miglior sonoro". Inoltre ha ricevuto anche le seguenti nomination: "miglior attore protagonista" (Kevin Costner), "miglior attore non protagonista" (Graham Greene), "miglior attrice non protagonista" (Mary McDonnell), "miglior scenografia" e "migliori costumi". Oltre ai premi Oscar, il film di Costner ha vinto anche tre Golden Globe e ottenuto nove nomination ai prestigiosi premi BAFTA. Lo stesso Costner è stato premiato con il prestigioso DGA Award nel 1990.
Al suo primo passaggio televisivo, su Rai 1, il 1º marzo 1993, la pellicola fece segnare ben 14 554 000 spettatori, in assoluto uno dei più alti ascolti per un film della televisione italiana, ed è attualmente al quarto posto dopo La vita è bella di Roberto Benigni (16 080 000 spettatori su Rai 1 nel 2001), Il nome della rosa (14 672 000 spettatori su Rai 1 nel 1988) e Rambo 2 - La vendetta (14 569 000 spettatori su Rai 1 nel 1988). Quanto al box-office, in Italia il film di Costner fu campione d'incassi nella stagione 1990-91 con oltre 23 miliardi di lire, davanti a Pretty Woman e al disneyano La sirenetta. Pure negli USA, il film è stato un successo al botteghino, incassando 184208848 $. Gli incassi mondiali sono stati 424200000 $.